# Кампокавало (Анкона)
Кампокавало је насеље у Италији у округу Анкона, региону Марке.
Према процени из 2011. у насељу је живело 1508 становника. Насеље се налази на надморској висини од 47 м.